# Ufer-Segge
Die Ufer-Segge (Carex riparia) ist eine Pflanzenart aus der Gattung Seggen (Carex) innerhalb der Familie Sauergrasgewächse (Cyperaceae). Sie ist auf der Nordhalbkugel verbreitet.

## Beschreibung

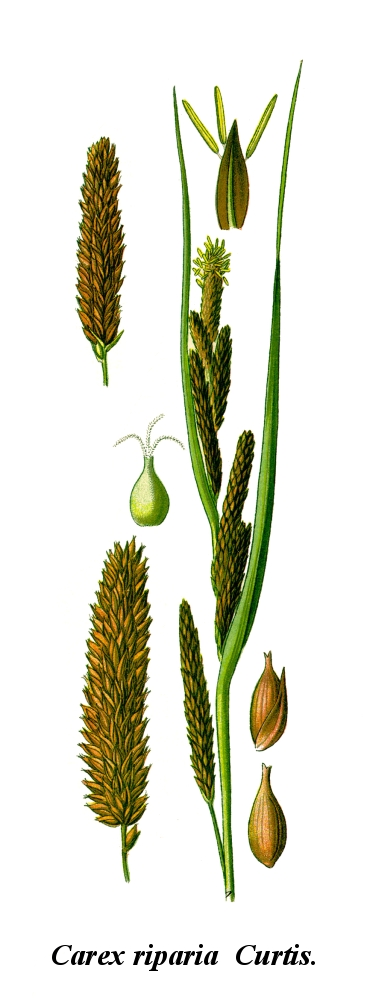
Illustration

### Vegetative Merkmale
Die Ufer-Segge ist eine ausdauernde krautige Pflanze, die Wuchshöhen von 40 bis 120, selten bis zu 200 Zentimetern erreicht. Sie bildet lange Ausläufer. Die aufrechten Stängel sind scharf dreikantig und im oberen Bereich rau. Die grau-grünen Laubblätter sind 5 bis 20, selten bis 30 Millimeter breit, flach, aber mit Mittelrinne und am Rand rau. Das Blatthäutchen ist flach abgerundet. Die grundständigen Blattscheiden sind braun und nicht netzfaserig, jedoch gitteraderig. Die übrigen Blattscheiden sind an den Enden eingerissen, aber nicht gitteraderig.

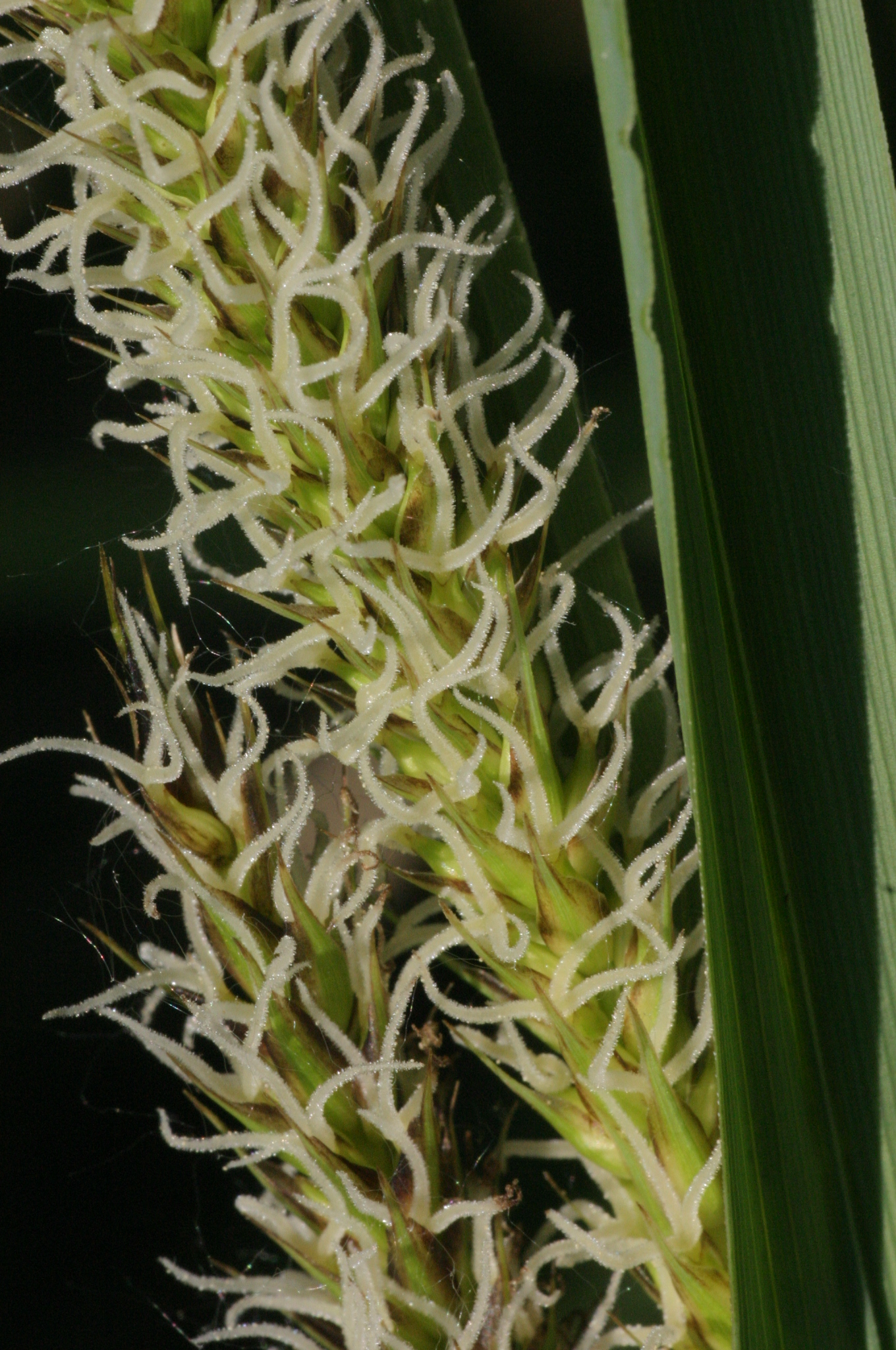
Weibliche Ährchen der Ufer-Segge

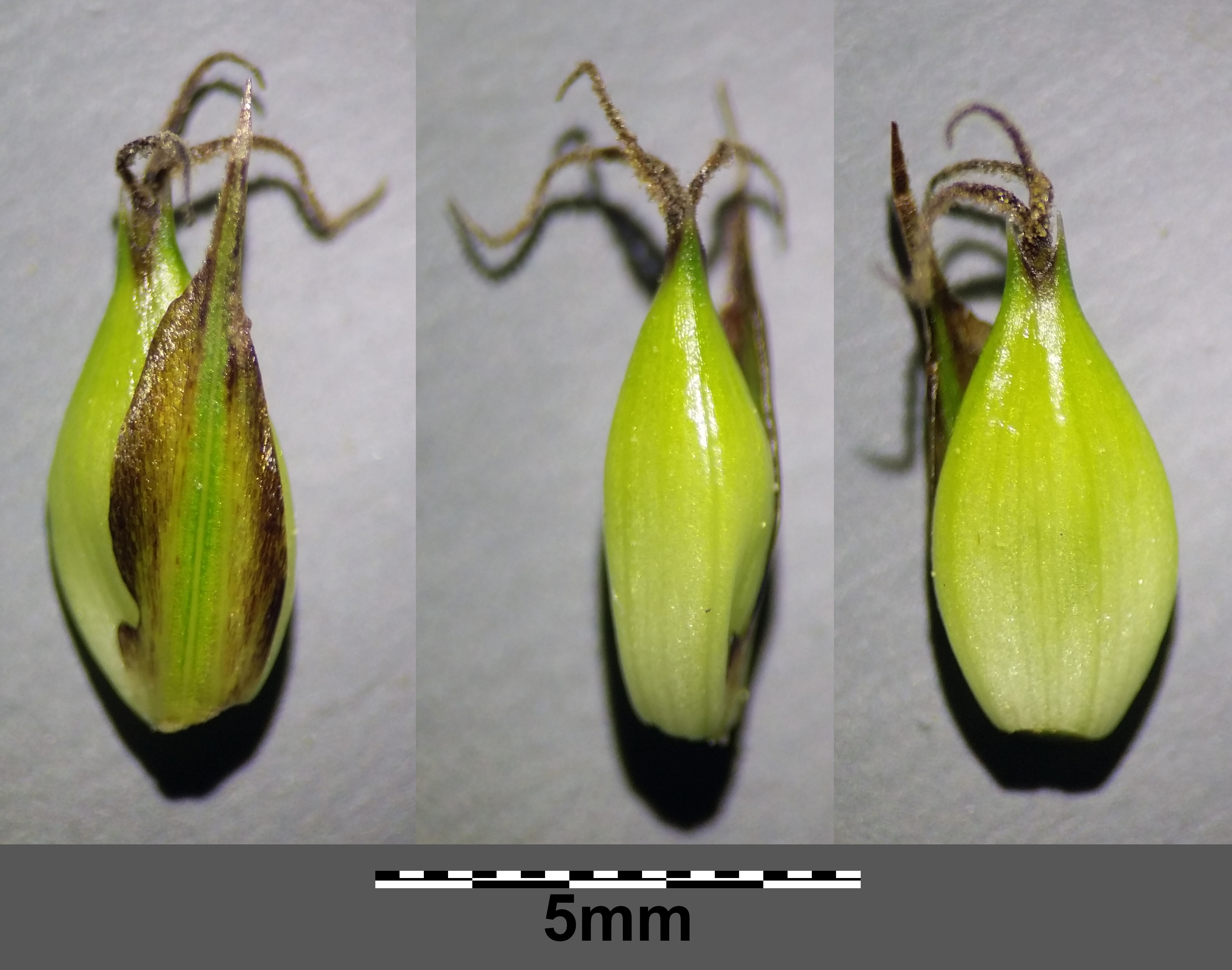
Schläuche

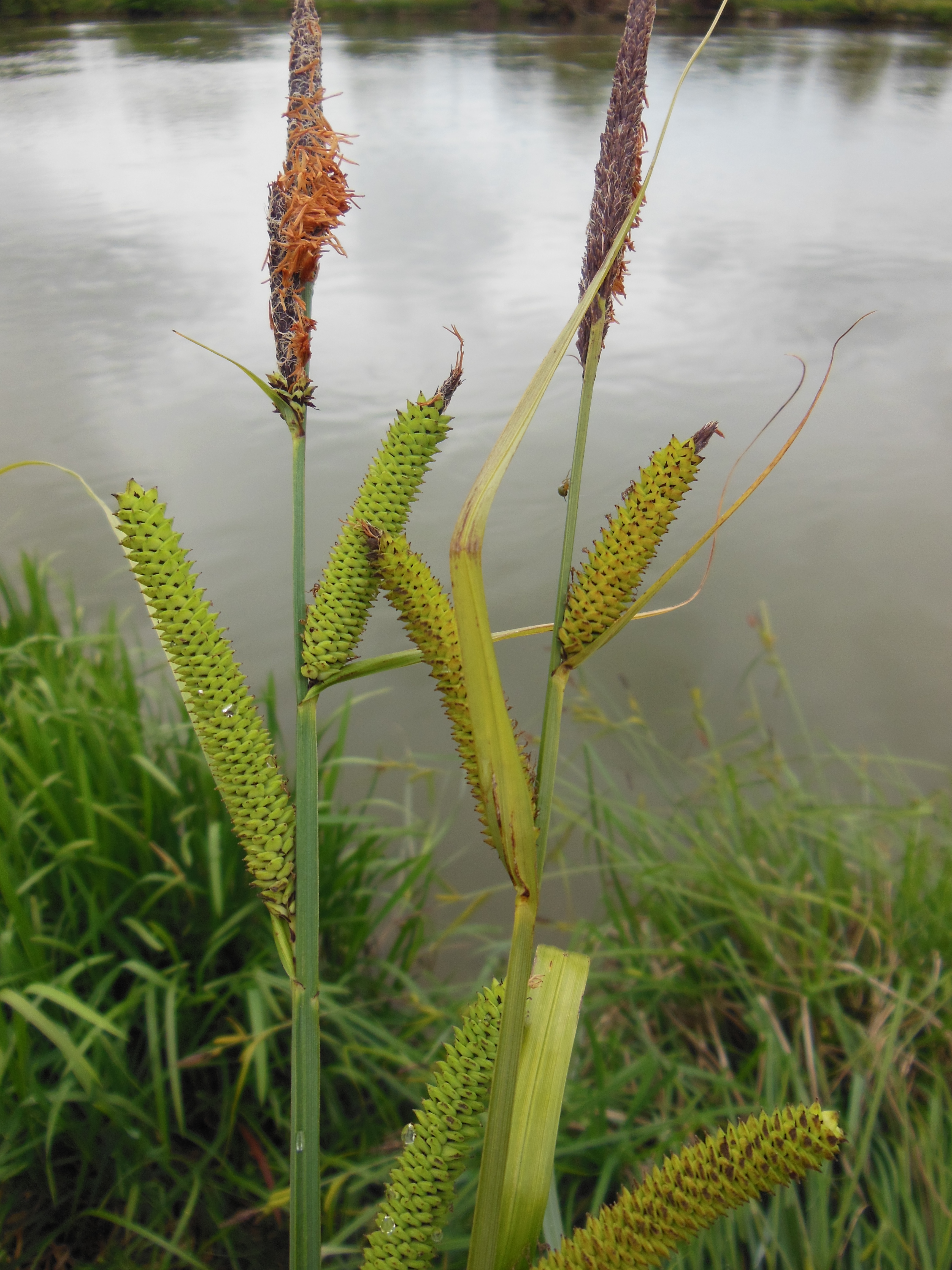
Habitus

### Generative Merkmale
Die Blütezeit ist April bis Juni. Die Ufer-Segge ist eine Verschiedenährige Segge. Es gibt drei bis sechs männliche Ährchen, die dick und dichtblütig sind. Die drei bis fünf weiblichen Ährchen sind 8 bis 12 Millimeter breit und keulenförmig. Die unteren haben einen langen Stiel und nicken oft. Ihre Hüllblätter haben eine kurze Scheide und sind länger als der Blütenstand. Die Tragblätter sind lanzettlich und haben eine Haarspitze. Sie sind hell purpurbraun mit grünen Streifen und sind ungefähr gleich lang wie die Frucht. Der Griffel trägt drei Narben.
Die olivgrüne bis grau-braune, kahle Frucht ist 5 bis 7 Millimeter lang, undeutlich adrig und aufgeblasen. Die Frucht hat keine Längsfurchen und geht allmählich in den kurzen, zweizähnigen Schnabel über.
Die Chromosomenzahl beträgt 2n = 72.

## Verbreitung
Die Ufer-Segge ist von Europa und Nordwestafrika bis Zentralasien und im südlichen Südamerika verbreitet.  In Europa ist sie ein meridionales bis temperates, ozeanisches Florenelement. Sie kommt zerstreut in den Ebenen vor. In Europa fehlt sie nur in den Ländern Island, Spitzbergen, Belarus, Slowenien, Bosnien-Herzegowina und Nordmazedonien.
In Mitteleuropa fehlt sie vor allem in Landschaften mit rauem Klima in größeren Gebieten. Insgesamt ist sie in Mitteleuropa selten. An ihren Standorten ist sie meist bestandsbildend. Sie steigt nur in den wärmsten Alpentälern auf Höhenlagen von etwas über 1000 Metern.
Sie besiedelt Großseggenriede und Bruchwälder, beispielsweise Erlenbrüche. Sie wächst in Gräben, nassen Wiesen, Verlandungszonen und an Ufern. Die Ufer-Segge ist pflanzensoziologisch eine Charakterart des Caricetum ripariae aus dem Magnocaricion-Verband, kommt aber auch in Gesellschaften des Alnion vor.
Die Ufer-Segge gedeiht am besten auf basenreichen, oft kalkhaltigen, torfigen oder tonigen Böden, die nass sein müssen und zeitweilig überflutet sein dürfen. Sie ist kälteempfindlich und Schatten ertragend.
Die ökologischen Zeigerwerte nach Landolt et al. 2010 sind in der Schweiz: Feuchtezahl F = 5w+ (überschwemmt aber stark wechselnd), Lichtzahl L = 4 (hell), Reaktionszahl R = 4 (neutral bis basisch), Temperaturzahl T = 4 (kollin), Nährstoffzahl N = 4 (nährstoffreich), Kontinentalitätszahl K = 3 (subozeanisch bis subkontinental), Salztoleranz = 1 (tolerant).

## Taxonomie und Systematik
Due Ufer-Segge wurde 1783 von William Curtis in Flora Londinensis, Band 2 (4), tab. 60 als Carex riparia erstbeschrieben.
Man kann folgende Unterarten unterscheiden:
- Carex riparia subsp. chilensis (Brongn.) Kük.: Sie kommt in Südamerika in Argentinien, Chile, Uruguay und Paraguay vor.[3]
- Carex riparia subsp. riparia: Sie kommt von Europa und Nordwestafrika bis Zentralasien vor.[3]

## Nutzung
Die Ufer-Segge war früher als Lieferant von Streu geschätzt; sie war allerdings schon zu dieser Zeit in Mitteleuropa selten.